# Evynnis japonica
Evynnis japonica es una especie de peces de la familia Sparidae en el orden de los Perciformes.

## Morfología
• Los machos pueden llegar alcanzar los  45 cm de longitud total.

## Distribución geográfica
Se encuentra en las  costas del Pacífico occidental: sur del Japón, Corea y Mar de la China Oriental.